# Czas przeszły w języku angielskim
Czas przeszły w języku angielskim – opis sposobów wyrażania przeszłości i konstrukcji oddających przeszłość w języku angielskim. W tym języku istnieje kilka sposobów opisywania przeszłości. Do opisu wydarzeń, które rzutują na obecną rzeczywistość, używa się czasu teraźniejszego Present Perfect, a do zdarzeń, które zaczęły się w przeszłości, a trwają obecnie – Present Perfect Progressive. Najczęściej używanym czasem jest Past Simple. Opisuje on czynności przeszłe niemające związku z teraźniejszością. Do opisu wydarzeń trwających w danym momencie bądź też rozgrywających się przez dłuższy okres używa się Past Progressive. Wreszcie w języku angielskim istnieje czas zaprzeszły opisujący uprzedniość jednego zdarzenia wobec innego.

## Sposoby opisywania przeszłości
Przeszłość można w języku angielskim wyrazić w następujący sposób:
- Jednym z czasów formalnie przeszłych: Past simple, Past progressive, Past perfect, Past perfect progressive
- Jeśli opisywane zdarzenie bądź stan koreluje z teraźniejszością, czasem Present Perfect lub Present perfect progressive. Używa się go dla opisu zdarzeń, które, choć wydarzyły się w przeszłości, mają wpływ na teraźniejszość[1]: She has spilled her coffee → Ona rozlała kawę (zatem musi wytrzeć plamę).
- Czynność, która rozpoczęła się w przeszłości, a toczy się w chwili obecnej, wyraża czas Present Perfect Progressive[2]:  I've been waiting for you since 3 o`clock → Czekam na ciebie od trzeciej.
- Jeśli jest opisywana przeszłość z punktu widzenia w przyszłości, używa się czasu Future perfect.
- Pewność odnośnie do wydarzeń przeszłych może wyrażać jeden z czasów przeszłych, najczęściej czas zaprzyszły[3]: As you will have noticed, we have a new manager → Jak zapewne zauważyliście, mamy nowego dyrektora.

## Past simple (Czas przeszły prosty)
Czas tworzy się dodając końcówkę -d lub -ed do formy bezokolicznika. Pytania tworzy się przy pomocy operatora did: He went there early. Did he go there early? W przypadku czasowników nieregularnych używa się odpowiedniej formy.
Wymawia się następująco:
- /d/ po głoskach dźwięcznych i samogłoskach: played  /ˈpleɪd/
- /t/ po spółgłoskach bezdźwięcznych: helped /helpt/
- /ɪd/ po d i t: visited /ˈvɪzɪtɪd/.

| Osoba     | forma twierdząca  | forma twierdząca emfatyczna | forma pytająca      | forma przecząca          | skrócona odpowiedź twierdząca | skrócona odpowiedź przecząca |
| --------- | ----------------- | --------------------------- | ------------------- | ------------------------ | ----------------------------- | ---------------------------- |
| 1 sg      | I watched         | I did watch                 | did I watch         | I did not watch          | Yes, I did                    | No, I did not                |
| 2 sg + pl | You watched       | You did watch               | did you watch       | you did not watch        | Yes, you did                  | No, you did not              |
| 3 sg      | he/she/it watched | he/she/it did watch         | did he/she/it watch | he/she/it does not watch | Yes, he/she/it did            | No, he/she/it did not        |
| 1 pl      | we watched        | we did watch                | did we watch        | we did not watch         | Yes, we did                   | No, we did not               |
| 3 pl      | they watched      | they did watch              | did they watch      | they did not watch       | Yes, they did                 | No, they did not             |

Wyjątek stanowi czasownik "to be".
| Osoba     | forma twierdząca     | forma przecząca          | forma pytająca       | skrócona odpowiedż twierdząca | skrócona odpowiedż przecząca |
| --------- | -------------------- | ------------------------ | -------------------- | ----------------------------- | ---------------------------- |
| 1 sg      | I was happy.         | I was not happy.         | Was I happy?         | Yes, I was                    | No, I was not                |
| 2 sg + pl | You were happy.      | You were not happy.      | Were you happy?      | Yes, you were                 | No, you were not             |
| 3 sg      | He/She/It was happy. | He/She/It was not happy. | Was he/she/it happy? | Yes, he/she/it was            | No, he/she/it was not        |
| 1 pl      | We were happy.       | We were not happy.       | Were we happy?       | Yes, we were                  | No, we were not              |
| 3 pl      | They were happy.     | They were not happy.     | Were they happy?     | Yes, they were                | No, they were not            |

Czas Past Simple używany jest:

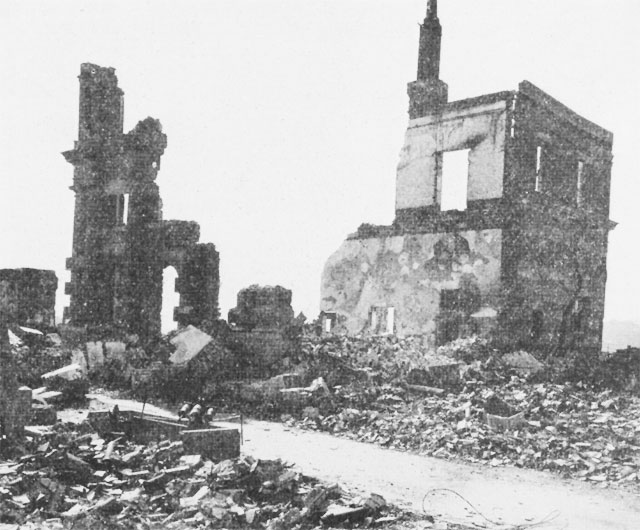
Czas przeszły prosty służy do opisu wydarzeń historycznych: The nuclear bomb destroyed Hiroshima

- Do wyrażenia czynności przeszłej wykonanej w ściśle określonym czasie[6]: I came back at ten o’clock yesterday. = Wróciłem wczoraj o dziesiątej.
- Do wyrażenia czynności przeszłej zakończonej, bez skutków w teraźniejszości.
- W opisach sekwencji wydarzeń przeszłych. Jest często używany do narracji o wydarzeniach przeszłych, używany w opowiadaniach itp.[7]: I woke up, got up and left. And suddenly, I spotted him in the crowd. → Obudziłem się, wstałem i wyszedłem. I nagle dostrzegłem go w tłumie. Również: When he came, I gave him some money. → Kiedy przyszedł, dałem mu trochę pieniędzy.
- Do opisu czynności przeszłej krótkotrwałej i jednorazowej, przerywającej inną czynność w przeszłości[8]: The telephone rang, when I was watching TV = Telefon zadzwonił, kiedy oglądałem telewizję.
- Do opisywanych stanów w przeszłości[9]: Once there was a fisherman, who lived in a little house by the sea → Był raz rybak, który mieszkał w domku nad morzem.
- Do sygnalizowania czynności zwyczajowych lub powtarzalnych[6]: Every morning he got up and ate breakfast before he went to work.
- Do opisu zdarzenia uprzedniego, jeśli jest oczywiste, że dane zdarzenie zaszło przed innym, zamiast czasu zaprzeszłego[10]: ''When the play finished, the audience left quickly → Kiedy sztuka się skończyła, publiczność szybko wyszła.
- W mowie zależnej w miejsce Present Simple[11]: She thought I needed help → Myślała, że potrzebuję pomocy.
- Do opisania zdarzenia nierzeczywistego lub mało prawdopodobnego w teraźniejszości (tryb warunkowy II)[6]: If you bought the car, you couldn’t afford much more → Gdybyś kupił ten samochód, na wiele więcej nie byłoby cię stać.

## Past perfect (Czas zaprzeszły)
Czas zaprzeszły tworzy się za pomocą czasownika posiłkowego have w czasie przeszłym prostym oraz imiesłowu biernego czasownika głównego, np. I had listened → Słuchałem (był).
| Osoba     | forma twierdząca      | forma pytająca         | forma przecząca           | skrócona odpowiedź twierdząca | skrócona odpowiedź przecząca |
| --------- | --------------------- | ---------------------- | ------------------------- | ----------------------------- | ---------------------------- |
| 1 sg      | I had watched         | had I watched?         | I had not watched         | Yes, I had                    | No, I had not                |
| 2 sg + pl | You had watched       | had you watched?       | you had not watched       | Yes, you had                  | No, you had not              |
| 3 sg      | he/she/it had watched | had he/she/it watched? | he/she/it had not watched | Yes, he/she/it had            | No, he/she/it had not        |
| 1 pl      | we had watched        | had we watched?        | we had not watched        | Yes, we had                   | No, we had not               |
| 3 pl      | they had watched      | had they watched?      | they had not watched      | Yes, they had                 | No, they had not             |

Czas zaprzeszły używany jest do wyrażenia:
- Czynności wykonanej w przeszłości przed inną czynnością przeszłą[10]: When they came to see me, I had' already left. → Kiedy przyszli się ze mną zobaczyć, ja już wyszedłem (już mnie nie było). The army had won the battle, before they crossed the river → Armia wygrała bitwę zanim przeszła rzekę.
- Z przyimkami after, when, as soon as[12]: He went to Paris as soon as he had passed his exams → Wyjechał do Paryża, skoro tylko zdał egzaminy.
- Po zwrocie it was the first time[13]: It was the first time I had heard her sing → To był pierwszy raz, kiedy usłyszałem, jak śpiewa.
- Do opisu życzeń i nadziei, które się nie spełniły[13]: I had hoped we would leave tomorrow → Miałem nadzieję, że wyjedziemy jutor. I had intended to see the film, but then you came → Zamierzałem obejrzeć film, ale wtedy ty przyszedłeś.
- Do opisu zdarzenia nierzeczywistego w przeszłości, będącego warunkiem do zaistnienia zdarzenia, które nie zaszło (III okres warunkowy)[10]: If you had bought a car, you couldn’t have afforded a holiday abroad → Gdybyś kupił auto, nie stać by cię było na wakacje za granicą.
- W mowie zależnej w miejsce czasów Past Simple i Present Perfect[13]: She announced that the rain had stopped → Obwieściła, że przestało padać.

## Past progressive (Czas przeszły postępujący)
Czas przeszły postępujący jest tworzony za pomocą operatora to be w czasie Past Simple (was, were) i czasownika głównego w formie gerund, np. I was listening → Słuchałem.
| Osoba     | forma twierdząca      | forma pytająca        | forma przecząca           | skrócona odpowiedź twierdząca | skrócona odpowiedź przecząca |
| --------- | --------------------- | --------------------- | ------------------------- | ----------------------------- | ---------------------------- |
| 1 sg      | I was reading         | was I reading?        | I was not reading         | Yes, I was                    | No, I was not                |
| 2 sg + pl | You were reading      | were you reading      | you were not reading      | Yes, you were                 | No, you were not             |
| 3 sg      | he/she/it was reading | was he/she/it reading | he/she/it was not reading | Yes, he/she/it was            | No, he/she/it was not        |
| 1 pl      | we were reading       | were we reading?      | we were not reading       | Yes, we were                  | No, we were not              |
| 3 pl      | they were reading     | were they reading?    | they were not reading     | Yes, they were                | No, they were not            |

Czas Past progressive jest używany w następujących sytuacjach:
- Dla podkreślenia, że w danym momencie czynność byłą w trakcie trwania[14]: At 9 p.m. we were having dinner → O dziewiątej wieczorem byliśmy w trakcie kolacji.
- Do wyrażenia czynności przeszłej będącej tłem dla innej czynności przeszłej, której czas istnienia był krótszy[15] The war was raging around us, when we saw each other last time. → Wojna szalała wokół, kiedy widzieliśmy się po raz ostatni.
- Do wyrażenia czynności przeszłej, długotrwałej, przerwanej przez inną[15]: The telephone rang when I was having a bath → Telefon zadzwonił, jak się kąpałem.
- Do wyrażenia zdarzenia, które trwało przez pewien okres, dla podkreślenia jego długotrwałości. Często oznacza to, że opisywana czynność nie zakończyła się[15]: They were talking in a loud voice all over the night and I couldn’t sleep. → Rozmawiali głośno przez całą noc i nie mogłem spać.
- Do wyrażenia czynności wykonywanych równolegle przez pewien czas w przeszłości[15]: John was playing football while she was doing her homework. → John grał w piłkę, podczas gdy ona odrabiała pracę domową.
- Do opisu krótkich, czasowych zdarzeń[14]: When I got home, water was running down the kitchen walls → Kiedy wróciłem do domu, woda w kuchni ciekła po ścianach.
- Jeśli mówiący chce zaznaczyć, że coś było tłem, a nie zdarzeniem, na którym chce się skupić[14]: I was having lunch with the President yesterday and he said... → Byłem na lunchu z prezydentem i on powiedział...
- Do wyrażenia faktu, że czynność zdarzała się często, choć nagle i niespodziewanie[14]: Ann was always coming unanounced → Ann zawsze przychodziła niezapowiedziana.
- Dla opisania nierealnego warunku w teraźniejszości, zwłaszcza jeśli miałby on trwać jakiś czas[15]: I’d be happier if I were loosing weight → Byłbym szczęśliwszy, gdybym chudł.
- Dla opisu relacjonowanej czynności w mowie zależnej w miejsce czasu Present Progressive, zwłaszcza jeśli miałaby się wydarzyć w najbliższym czasie bądź byłąby długotrwała[15]: She told me she was getting maried → Powiedziała, że wychodzi za mąż. He said he was reading Dostoyevski → Powiedział, że czyta Dostojewskiego.

## Past perfect progressive (Czas zaprzeszły postępujący)
Czas zaprzeszły ciągły tworzy się za pomocą operatora have w formie had, imiesłowu biernego czasownika be (been) oraz formy gerund czasownika głównego: I had been listening.
| Osoba     | forma twierdząca           | forma pytająca              | forma przecząca                | skrócona odpowiedź twierdząca | skrócona odpowiedź przecząca |
| --------- | -------------------------- | --------------------------- | ------------------------------ | ----------------------------- | ---------------------------- |
| 1 sg      | I had been reading         | had I been reading?         | I had not been reading         | Yes, I had                    | No, I had not                |
| 2 sg + pl | You had been reading       | had you been reading?       | you had not been reading       | Yes, you had                  | No, you had not              |
| 3 sg      | he/she/it had been reading | had he/she/it been reading? | he/she/it had not been reading | Yes, he/she/it had            | No, he/she/it had not        |
| 1 pl      | we had been reading        | had we been reading?        | we had not been reading        | Yes, we had                   | No, we had not               |
| 3 pl      | they had been reading      | had they been reading?      | they had not been reading      | Yes, they had                 | No, they had not             |

Czas zaprzeszły ciągły jest używany:
- Do wyrażenia czynności przeszłej wykonywanej od jakiegoś czasu przed inną czynnością przeszłą[16]: They had been reading a book (for some time), when John entered the room. → Od jakiegoś czasu czytali książkę, kiedy John wszedł do pokoju.
- Dla powiedzenia, jak długo trwało zdarzenie do pewnego momentu[17]: We had been walking since the sunrise and we were hungry → Spacerowaliśmy od wschodu słońca, a byliśmy głodni.
- Do podkreślenia raczej ciągłości niż zakończenia zdarzenia[17]: I had been reading science fiction and my mind was full of strange images → Czytałem science fiction i mój umysł wypełniały dziwne obrazy. Ale: I had read all the magazines and got bored → Przeczytałem wszystkie czasopisma i znudziłem się.
- Czas zaprzeszły ciągły mówi raczej o bardziej krótkotrwałych sytuacjach[17]: My legs were stiffed, because I had been standing still for a long time → Zesztywniały mi nogi, bo stałem nieruchomo przez długi czas. Ale: The tree that blew down had stood there for 500 years → Drzewo, które zdmuchnął wiatr, stało tam 500 lat.
- W mowie zależnej w miejsce czasów Past Progressive i Present Perfect Progressive[13]: Mary’s mother said she’d been having a wonderful time in Italy → Matka Mary powiedziała, że świetnie się bawiła we Włoszech.